# 宮地資弘
宮地 資弘（みやち すけひろ）は、因島村上氏の家臣。
別名一作資弘。賜村上備中守、因島中御荘 大江城主。

## 略歴
15世紀中頃、金蓮寺などの因島の造営事業や水運などに関わった。
ウイキペディアにて父とされる宮地明光は “肥後国 三津之荘 波那屋 宮地家系譜” には宮地廣明と記されている。
法名が妙光。その父が宮地恒躬。
中ノ庄の八幡社重修。金蓮寺薬師堂建立を手掛けた。
その子、長男・宮地忠明が大土生並び中ノ庄宮地家の氏祖〔太閤検地、千百七十六石〕。
次男の宮地賢正〔勘左衛門〕が三ノ庄宮地家の氏祖。
三男・宮地資明が尾道宮地家の氏祖。